# Grand Prix Hassan II 2023
Grand Prix Hassan II 2023 — тенісний турнір, що проходив на ґрунтових кортах у місті Марракеш, Марокко з 3 до 9 квітня. Належав до категорії ATP 250.

## Фінальна частина

### Одиночний розряд
Роберто Карбальєс Баена —  Александр Мюллер (тенісист) 4–6, 7–6(7–3), 6–2

### Парний розряд
Марсело Демолінер /  Андреа Вавассорі —  Александер Ерлер /  Лукас Мідлер 6–4, 3–6, [12–10]